# Sergej Zubov
Sergej Alexandrovič Zubov (rusky Сергей Александрович Зубов, * 22. července 1970 v Moskvě, SSSR) je bývalý ruský hokejový obránce, který odehrál 1068 utkání v NHL.

## Kariéra

### Klubová kariéra
Vyrostl v CSKA Moskva. V mateřském klubu debutoval v sovětské lize v ročníku 1988/89, kdy získal mistrovský titul. Za toto mužstvo hrál do roku 1992, kdy zamířil do NHL.
V draftu 1990 si Zubova vybral klub New York Rangers. Dres tohoto celku či jeho farmy (Binghamton Rangers v AHL) oblékal v letech 1992–1995. V ročníku 1993/94 pomohl Rangers k zisku Stanleyova poháru. V srpnu 1995 byl spolu s Petrem Nedvědem vyměněn za dvojici Ulf Samuelsson a Luc Robitaille do Pittsburgh Penguins. Následující léto přestoupil opět, když byl náhradou za Kevina Hatchera poslán do Dallas Stars. V Dallasu působil po celý zbytek kariéry v NHL. V sezoně 1998/99 s ním získal svůj druhý Stanleyův pohár, o rok později s klubem došel do finále. V sezoně 2005/06 byl zařazen do druhého All Star týmu soutěže. V roce 2009 se vrátil do Ruska.
Sezonu 2009/10 strávil v SKA Petrohrad, hrajícím KHL. Byla to jeho poslední aktivní sezona a byl zařazen do All star týmu soutěže.

### Reprezentační kariéra
V mládežnických kategoriích reprezentoval Sovětský svaz. S týmem do 18 let získal bronz na juniorském mistrovství Evropy 1988 v Československu. Za výběr do 20 let absolvoval dvě mistrovství světa juniorů – 1989 v USA (zlato) a 1990 ve Finsku (stříbro).
Debut v sovětském národním týmu si odbyl 25. března 1989 v Joensuu v přátelském utkání proti domácímu Finsku (6:0). Jako reprezentant Společenství nezávislých států se stal olympijským vítězem na hrách v Albertville 1992. Startoval také za samostatné Rusko na mistrovství světa 1992 v Československu (5. místo) a Světovém poháru 1996 (semifinále).

### Trenérská kariéra
V sezoně 2011/12 byl asistentem trenéra v SKA Petrohrad. V letech 2012–2014 vykonával stejnou funkci v CSKA Moskva. Od roku 2014 působí opět v Petrohradě, kde se 16. října 2015 posunul do role hlavního trenéra.
V ročníku 2012/13 byl také konzultantem klubu NHL St. Louis Blues a od léta 2015 je asistentem trenéra u ruské reprezentace.

## Zajímavost
- je kuřák
- byl u zatím posledního mistrovského titulu CSKA Moskva a zároveň New York Rangers ani Dallas Stars nepřidali další Stanleyův pohár od doby, kdy jej s nimi získal.

## Prvenství
- Debut v NHL – 6. prosince 1992 (New York Rangers proti Toronto Maple Leafs)
- První asistence v NHL – 27. prosince 1992 (New York Rangers proti Boston Bruins)
- První gól v NHL – 31. prosince 1992 (Buffalo Sabres proti New York Rangers, českému brankáři Dominiku Haškovi)

## Klubová statistika
| Sezóna       | Klub                | Soutěž       |      | Základní část | Základní část | Základní část | Základní část | Základní část |    | Play off | Play off | Play off | Play off | Play off |
| Sezóna       | Klub                | Soutěž       | Z    | G             | A             | B             | TM            | Z             | G  | A        | B        | TM       |          |          |
| 1988/89      | CSKA Moskva         | SLLH         | 29   | 1             | 4             | 5             | 10            | —             | —  | —        | —        | —        |          |          |
| 1989/90      | CSKA Moskva         | SLLH         | 48   | 6             | 2             | 8             | 16            | —             | —  | —        | —        | —        |          |          |
| 1990/91      | CSKA Moskva         | SLLH         | 41   | 6             | 5             | 11            | 12            | —             | —  | —        | —        | —        |          |          |
| 1991/92      | CSKA Moskva         | SNS          | 36   | 4             | 7             | 11            | 6             | —             | —  | —        | —        | —        |          |          |
| 1992/93      | CSKA Moskva         | MHL          | 1    | 0             | 1             | 1             | 0             | —             | —  | —        | —        | —        |          |          |
| 1992/93      | New York Rangers    | NHL          | 49   | 8             | 23            | 31            | 4             | —             | —  | —        | —        | —        |          |          |
| 1992/93      | Binghamton Rangers  | AHL          | 30   | 7             | 29            | 36            | 14            | 11            | 5  | 5        | 10       | 2        |          |          |
| 1993/94      | New York Rangers    | NHL          | 78   | 12            | 77            | 89            | 39            | 22            | 5  | 14       | 19       | 0        |          |          |
| 1993/94      | Binghamton Rangers  | AHL          | 2    | 1             | 2             | 3             | 0             | —             | —  | —        | —        | —        |          |          |
| 1994/95      | New York Rangers    | NHL          | 38   | 10            | 26            | 36            | 18            | 10            | 3  | 8        | 11       | 2        |          |          |
| 1995/96      | Pittsburgh Penguins | NHL          | 64   | 11            | 55            | 66            | 22            | 18            | 1  | 14       | 15       | 26       |          |          |
| 1996/97      | Dallas Stars        | NHL          | 78   | 13            | 30            | 43            | 24            | 7             | 0  | 3        | 3        | 2        |          |          |
| 1997/98      | Dallas Stars        | NHL          | 73   | 10            | 47            | 57            | 16            | 17            | 4  | 5        | 9        | 2        |          |          |
| 1998/99      | Dallas Stars        | NHL          | 81   | 10            | 41            | 51            | 20            | 23            | 1  | 12       | 13       | 4        |          |          |
| 1999/00      | Dallas Stars        | NHL          | 77   | 9             | 33            | 42            | 18            | 18            | 2  | 7        | 9        | 6        |          |          |
| 2000/01      | Dallas Stars        | NHL          | 79   | 10            | 41            | 51            | 24            | 10            | 1  | 5        | 6        | 4        |          |          |
| 2001/02      | Dallas Stars        | NHL          | 80   | 12            | 32            | 44            | 22            | —             | —  | —        | —        | —        |          |          |
| 2002/03      | Dallas Stars        | NHL          | 82   | 11            | 44            | 55            | 26            | 12            | 4  | 10       | 14       | 4        |          |          |
| 2003/04      | Dallas Stars        | NHL          | 77   | 7             | 35            | 42            | 20            | 5             | 1  | 1        | 2        | 0        |          |          |
| 2004/05      | Stávka hráčů        | NHL          | —    | —             | —             | —             | —             | —             | —  | —        | —        | —        |          |          |
| 2005/06      | Dallas Stars        | NHL          | 78   | 13            | 58            | 71            | 46            | 5             | 1  | 5        | 6        | 6        |          |          |
| 2006/07      | Dallas Stars        | NHL          | 78   | 12            | 42            | 54            | 26            | 6             | 0  | 4        | 4        | 2        |          |          |
| 2007/08      | Dallas Stars        | NHL          | 46   | 4             | 31            | 35            | 12            | 11            | 1  | 5        | 6        | 4        |          |          |
| 2008/09      | Dallas Stars        | NHL          | 10   | 0             | 4             | 4             | 0             | —             | —  | —        | —        | —        |          |          |
| 2009/10      | SKA Petrohrad       | KHL          | 53   | 10            | 32            | 42            | 32            | 4             | 0  | 2        | 2        | 0        |          |          |
| Celkem v NHL | Celkem v NHL        | Celkem v NHL | 1068 | 152           | 619           | 771           | 337           | 164           | 24 | 93       | 117      | 62       |          |          |

## Reprezentace
| Rok                       | Tým                       | Soutěž                    | Z  | G | A  | B  | TM |
| ------------------------- | ------------------------- | ------------------------- | -- | - | -- | -- | -- |
| 1988                      | SSSR 18                   | MEJ                       | 6  | 0 | 2  | 2  | 2  |
| 1989                      | SSSR 20                   | MSJ                       | 7  | 0 | 5  | 5  | 4  |
| 1990                      | SSSR 20                   | MSJ                       | 7  | 1 | 3  | 4  | 14 |
| 1992                      | SNS                       | OH                        | 8  | 0 | 1  | 1  | 0  |
| 1992                      | Rusko                     | MS                        | 6  | 2 | 2  | 4  | 10 |
| 1996                      | Rusko                     | SP                        | 4  | 1 | 1  | 2  | 0  |
| Juniorská kariéra celkově | Juniorská kariéra celkově | Juniorská kariéra celkově | 20 | 1 | 10 | 11 | 20 |
| Seniorská kariéra celkově | Seniorská kariéra celkově | Seniorská kariéra celkově | 18 | 3 | 4  | 7  | 10 |